# Liste der Kulturdenkmale in Parc Hosingen
In der Liste der Kulturdenkmale in Parc Hosingen sind alle Kulturdenkmale der luxemburgischen Gemeinde Parc Hosingen aufgeführt (Stand: 15. Juli 2025).

## Kulturdenkmale nach Ortsteil

### Bockholtz
| Bild           | Bezeichnung           | Lage | Beschreibung | Stufe | Eingetragen seit |
| -------------- | --------------------- | --- | ------------ | ----- | ---------------- |
| Weitere Bilder | Kirche Saint-Valentin | Haaptstrooss (Karte) |              | IS    | 18. März 1971    |
|                | Gelände mit Büschen   | „Kahlenbourg“ (Karte) |              | IS    | 18. März 1971    |
|                | Gelände               | Katastersektion F (Bockholtz), Nr. 252, 254, 255/399, 255/400, 255/401, 255/403, 272/578, 278/748, 283/749, 289, 290, 291/750 (Karte) |              | IS    | 18. März 1971    |

### Consthum
| Bild | Bezeichnung                                                   | Lage                      | Beschreibung | Stufe | Eingetragen seit |
| ---- | ------------------------------------------------------------- | ------------------------- | ------------ | ----- | ---------------- |
|      | Gebäude                                                       | 6, rue Kemel (Karte)      |              | PCN   | 10. April 2020   |
|      | vier Stelen und eine Grabplatte auf dem Friedhof von Consthum | rue de Kautenbach (Karte) |              | PCN   | 14. März 2024    |

### Eisenbach
| Bild | Bezeichnung | Lage                | Beschreibung | Stufe | Eingetragen seit   |
| ---- | ----------- | ------------------- | ------------ | ----- | ------------------ |
|      | Gebäude     | 7, am Duerf (Karte) |              | PCN   | 19. September 2024 |

### Hoscheid-Dickt
| Bild                                             | Bezeichnung                                      | Lage    | Beschreibung | Stufe | Eingetragen seit |
| ------------------------------------------------ | ------------------------------------------------ | ------- | ------------ | ----- | ---------------- |
| Gebäude der ehemaligen Kehrmühle („Kéiermillen“) | Gebäude der ehemaligen Kehrmühle („Kéiermillen“) | (Karte) |              | PCN   | 21. April 2023   |

### Hosingen
| Bild | Bezeichnung                 | Lage                         | Beschreibung | Stufe | Eingetragen seit |
| ---- | --------------------------- | ---------------------------- | ------------ | ----- | ---------------- |
|      | Überreste der Schusterlinie | „Hinter der Houscht“ (Karte) |              | PCN   | 20. Januar 2022  |
|      | Archäologische Fundstätte   | vor Pintzeberg (Karte)       |              | IS    | 26. Februar 2018 |

### Obereisenbach
| Bild           | Bezeichnung       | Lage                   | Beschreibung | Stufe | Eingetragen seit |
| -------------- | ----------------- | ---------------------- | ------------ | ----- | ---------------- |
| Weitere Bilder | Kapelle mit Linde | am Becherduerf (Karte) |              | PCN   | 2. März 2018     |

### Rodershausen
| Bild    | Bezeichnung           | Lage                         | Beschreibung | Stufe | Eingetragen seit |
| ------- | --------------------- | ---------------------------- | ------------ | ----- | ---------------- |
| Gebäude | Gebäude               | 2, Kiirfechtsstrooss (Karte) |              | PCN   | 16. April 2021   |
|         | Platz vor dem Gebäude | 2, Kiirfechtsstrooss (Karte) |              | PCN   | 12. Mai 2021     |

Legende: PCN – Immeubles et objets bénéficiant des effets de classement comme patrimoine culturel national; IS – Immeubles et objets inscrits à l’inventaire supplémentaire

## Quelle
- Liste des immeubles et objets beneficiant d’une protection nationales, Nationales Institut für das gebaute Erbe, Fassung vom 11. Juli 2022, S. 98 f. (PDF)

- Karte mit allen Koordinaten:
- OSM |
- WikiMap

Bad Mondorf |
Bartringen |
Bauschleiden |
Bech |
Beckerich |
Befort |
Berdorf |
Bettemburg |
Bettendorf |
Betzdorf |
Bissen |
Biwer |
Burscheid |
Bous-Waldbredimus |
Clerf |
Colmar-Berg |
Consdorf |
Contern |
Dalheim |
Diekirch |
Differdingen |
Dippach |
Düdelingen |
Echternach |
Ell |
Ernztalgemeinde |
Erpeldingen an der Sauer |
Esch an der Alzette |
Esch an der Sauer |
Ettelbrück |
Fels |
Feulen |
Fischbach |
Flaxweiler |
Frisingen |
Garnich |
Goesdorf |
Grevenmacher |
Grosbous-Wahl |
Habscht |
Heffingen |
Helperknapp |
Hesperingen |
Junglinster |
Käerjeng |
Kayl |
Kehlen |
Kiischpelt |
Koerich |
Kopstal |
Lenningen |
Leudelingen |
Lintgen |
Lorentzweiler |
Luxemburg |
Mamer |
Manternach |
Mersch |
Mertert |
Mertzig |
Monnerich |
Niederanven |
Nommern |
Parc Hosingen |
Petingen |
Préizerdaul |
Pütscheid |
Rambruch |
Reckingen/Mess |
Redingen/Attert |
Reisdorf |
Remich |
Roeser |
Rosport-Mompach |
Rümelingen |
Saeul |
Sandweiler |
Sassenheim |
Schengen |
Schieren |
Schifflingen |
Schüttringen |
Stadtbredimus |
Stauseegemeinde |
Steinfort |
Steinsel |
Strassen |
Tandel |
Ulflingen |
Useldingen |
Vianden |
Vichten |
Waldbillig |
Walferdingen |
Weiler zum Turm |
Weiswampach |
Wiltz |
Winseler |
Wintger |
Wormeldingen